# Mahurubia clava
Mahurubia clava is een platworm (Platyhelminthes). De worm is tweeslachtig. De soort leeft in het zoute water.
Het geslacht Mahurubia, waarin de platworm wordt geplaatst, wordt tot de familie Trigonostomidae gerekend. De wetenschappelijke naam van de soort werd voor het eerst geldig gepubliceerd in 2005 door Willems, Artois, Vermin, Backeljau & Schockaert.